# 張恩慈
張恩慈（英語：Chang En-Tzu，1983年12月15日—），是一位藝術家，國立高雄師範大學美術學研究所畢業。

## 大事記
出生於高雄，2008年獲得第25屆高雄獎，2009年畢業於高雄師範大學美術學系研究所。
2009年獲邀紐約長島水磨坊夏季駐村藝術家。2010年獲得路易威登臺北藝文空間徵件計畫評審團特別獎。2013年獲日本東京森美術館邀請參與十周年紀念展，是展覽中唯一受邀參展的台灣藝術家。。
2015年前往巴黎西帖國際藝術中心駐村。

## 展演經歷

### 個展
2020「我們的同盟」，非畫廊，台北，台灣

2018 「你還記得嗎」，非畫廊，台北，台灣

2017 「⽼老大哥正在看著你」，弔詭畫廊，高雄，台灣

2013 「不完美的完美」，新思惟人⽂空間，高雄，台灣

2012 「縫繡的家庭素描」，⾼苑藝⽂中心，高雄，台灣

2009 「放輕鬆，這只是醒著。」，台新銀⾏文化藝術基金會-金控⼤樓，台北，台灣
 
2008 「一眨眼，你看到什麼 !」，⼦宮藝⽂，高雄，台灣

### 聯展
2018 「造夢者：潛意識劇場─河床劇團 20 年」，誠品畫廊，台北，台灣

2017 「辯相」，弔詭畫廊，高雄，台灣

2016 「Lab 實驗啟動計劃－窺」，松山文創園區，台北，台灣

2016 「她的凝視－台灣當代女性藝術家聯展」，紐約台灣書院，紐約，美國

2016 「24 道線索－當代藝術大觀」，高雄市立美術館，高雄，台灣

2015 「迷走樂園」，西帖國際藝術中心，巴黎，法國

2014 「界：台灣當代藝術展 1995-2013」，康乃爾大學強生美術館，美國

2014 「書寫線狀」，弔詭畫廊，高雄，台灣

2014 「30X2,40X2－聖潔與世俗」，路由藝術，台北，台灣

2013 「LOVE：藝術與愛的主題－從夏卡爾到草間彌生、初音未來」，森美術館，東京，日本

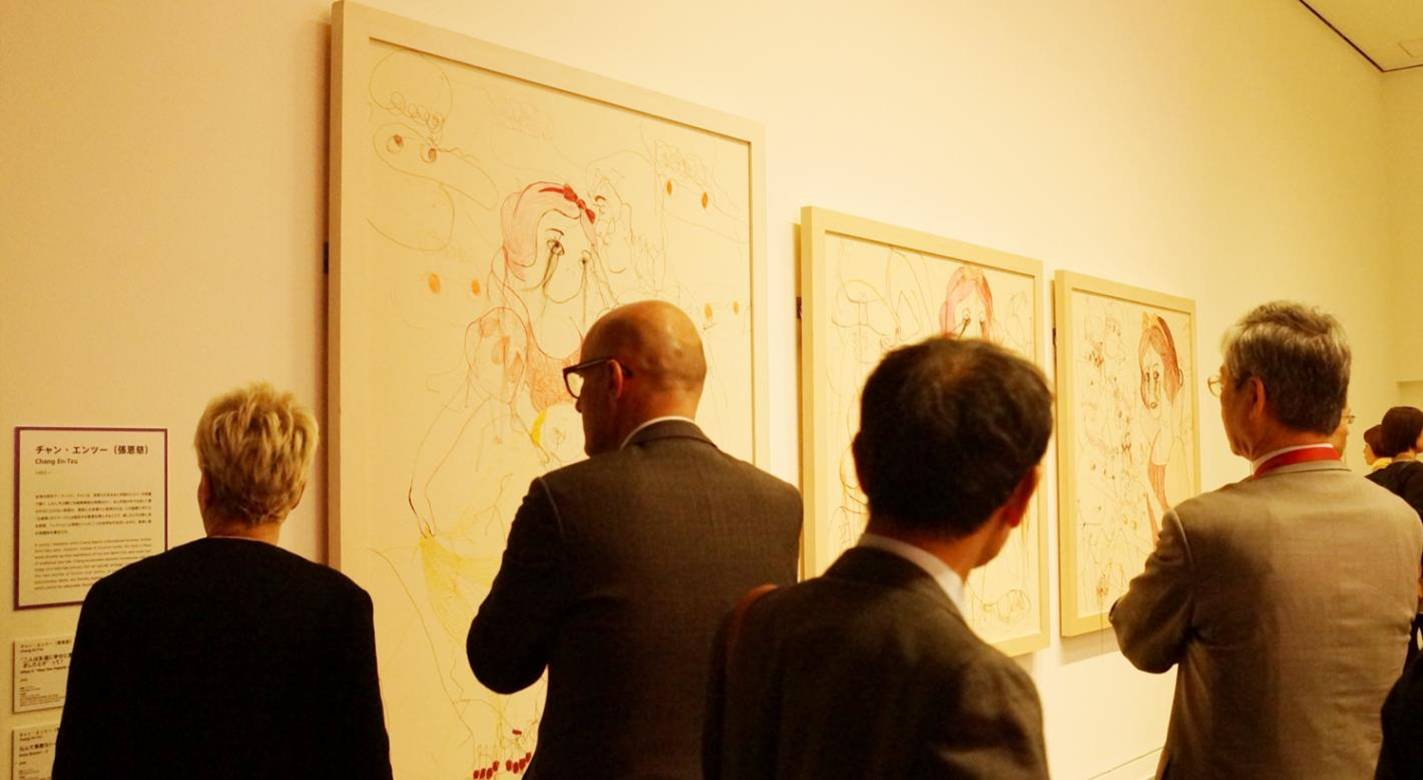
Mori Museum

2013 「我們都是蒙娜麗莎 當代篇 : 蒙娜麗莎 MIT」，高雄市立美術館，高雄，台灣

2012 「飛行熱氣球－台灣當代藝術展」，尊彩藝術中心，台北，台灣

2011 「藝術台灣」，台北駐日經濟文化代表處官邸，東京，日本

2011 「2011 粉樂町－台北東區當代藝術展」，AVEDA 信義誠品店，台北，台灣

2011 「聚賢迎春－當代十位藝術家聯展」，尊彩藝術中心，台北，台灣

2010 「 Journey in My Mind」，LV 路易威登藝文空間，台北，台灣

2010 「今日 • 當代台灣－台灣當代藝術展」，慶南道立美術館，韓國

2010 「後青春－青年藝術展」，國立台灣美術館，台中，台灣

2009 「地獄」，水磨坊藝術中心，紐約，美國

2009 「雙凝－台灣女性藝術的鏡觀視角」，國立台灣美術館，台中，台灣

2009 「純真 • 頑皮」，就在藝術空間，台北，台灣

2009 「新高潮「自由－術」」，新思惟人文空間，高雄，台灣

2008 「2008 高雄獎」，高雄市立美術館，高雄，台灣

## 典藏
2015  「The Undetectable Smile」，高雄市立美術館，高雄，台灣

2013  「How Brave - 2 」，Space K artplus藝術基金會，韓國

2013  「The Princess In You」 國立台灣美術館 文化部藝術銀行

2009 「Our Relationship」 國立台灣美術館 青年藝術作品典藏

2007 「一眨眼,你看到什麼!」 國立台灣美術館 青年藝術作品典藏

## 外部連結
- 張恩慈個人網站 （页面存档备份，存于）
- 張恩慈　編織的家庭素描 / 今藝術242期
- 張恩慈　愛の裁縫師 / 典藏投資71期
- RAYAT 線上資料